# Nordassel
Nordassel ist ein Ortsteil der Gemeinde Burgdorf, die zur Samtgemeinde Baddeckenstedt im Landkreis Wolfenbüttel in Niedersachsen gehört.

## Geografie
Folgende Orte umgeben Nordassel:
- Klein und Groß Himstedt im Norden
- Berel im Nordosten
- Burgdorf im Osten
- Hohenassel im Südosten
- Luttrum im Süden
- Heersum im Südwesten
- Wöhle im Westen
- Nettlingen und Bettrum im Nordwesten

Nordassel liegt nördlich eines kleineren Waldgebietes und ist ansonsten von Feldern umgeben.

## Geschichte
Vermutlich 1243 wurde Nordassel erstmals als Asle urkundlich erwähnt. Erst 1316 tauchte der Name Northasle in einem weiteren Schriftzug auf. Die Namensgebung weist wie die von Hohenassel auf die enge Verbindung mit der Asselburg in Burgdorf hin.
In der Folgezeit hatten mehrere Grundherren Besitz im Dorf, darunter die Familien von Bortfeld, von Gadenstedt, von Berge, von Steinberg und von Saldern sowie das Godehardikloster in Hildesheim, das Braunschweiger Blasiusstift, das Stift Gandersheim und das Kloster Derneburg.
Spuren der Landwehr und alte Grenzsteine markieren noch heute die ehemalige Grenze zwischen dem Herzogtum Braunschweig bzw. dessen Vorgängerstaaten und dem Hochstift Hildesheim, die in wenigen hundert Metern Entfernung über Jahrhunderte hinweg vom Ortsrand verlief.
1519 bis 1523 kam es im Zuge der Hildesheimer Stiftsfehde zwischen dem Herzogtum Braunschweig-Lüneburg und dem Hochstift Hildesheim zu großen Beschädigungen in Nordassel. Auch im Dreißigjährigen Krieg von 1618 bis 1648 wurden Teile des Ortes zerstört. So wurden 1633 zahlreiche Häuser in Brand gesetzt.
1753 wird erstmals ein Schulhaus erwähnt. Als letzte Schule wurde 1970 die Grundschule in Nordassel geschlossen.
Erst nach dem Zweiten Weltkrieg entwickelte sich Nordassel zu einem größeren Ort. Zuvor war das Haufendorf über viele Jahre hinweg nur von etwa 200 Einwohnern bevölkert. Zuletzt wanderten um 1850 etwa zehn Prozent der Bewohner nach Nordamerika aus.
Die Freiwillige Feuerwehr Nordassel wurde im Jahr 1874 gegründet und sorgt seitdem für den Brandschutz und die allgemeine Hilfe.

### Einwohnerentwicklung
| Burgdorf-Nordassel – Bevölkerungsentwicklung seit 1802 | Burgdorf-Nordassel – Bevölkerungsentwicklung seit 1802 | Burgdorf-Nordassel – Bevölkerungsentwicklung seit 1802                                                                |
| Jahr                                                   | Einwohner                                              | Entwicklung |
| ------------------------------------------------------ | ------------------------------------------------------ | --- |
| 1802                                                   | 198                                                    | Hier fehlt eine Grafik, die leider im Moment aus technischen Gründen nicht angezeigt werden kann. Wir arbeiten daran! |
| 1814                                                   | 159                                                    | Hier fehlt eine Grafik, die leider im Moment aus technischen Gründen nicht angezeigt werden kann. Wir arbeiten daran! |
| 1847                                                   | 254                                                    | Hier fehlt eine Grafik, die leider im Moment aus technischen Gründen nicht angezeigt werden kann. Wir arbeiten daran! |
| 1890                                                   | 220                                                    | Hier fehlt eine Grafik, die leider im Moment aus technischen Gründen nicht angezeigt werden kann. Wir arbeiten daran! |
| 1900                                                   | 205                                                    | Hier fehlt eine Grafik, die leider im Moment aus technischen Gründen nicht angezeigt werden kann. Wir arbeiten daran! |
| 1939                                                   | 195                                                    | Hier fehlt eine Grafik, die leider im Moment aus technischen Gründen nicht angezeigt werden kann. Wir arbeiten daran! |
| 1946                                                   | 391                                                    | Hier fehlt eine Grafik, die leider im Moment aus technischen Gründen nicht angezeigt werden kann. Wir arbeiten daran! |
| 1979                                                   | 560                                                    | Hier fehlt eine Grafik, die leider im Moment aus technischen Gründen nicht angezeigt werden kann. Wir arbeiten daran! |
| 30.09.1998                                             | 574                                                    | Hier fehlt eine Grafik, die leider im Moment aus technischen Gründen nicht angezeigt werden kann. Wir arbeiten daran! |

## Kultur und Sehenswürdigkeiten
- Eine Kapelle gab es im Ort bereits ab 1540. Seit 1611 besaß Nordassel eine Fachwerkkirche, welche die alte Kapelle ersetzte. Anfang des 20. Jahrhunderts wurde diese Kirche renoviert und am 1. Oktober 1908 wiedereingeweiht. Dabei erhielt sie eine neue Uhr und eine neue Glocke. 1932 wurde ein Kronleuchter gestiftet. Durch einen Bombenabwurf im November 1942 wurde die Kirche zerstört. 16 Jahre später wurde die neue und moderne evangelische Michaeliskirche eingeweiht.

## Wirtschaft und Infrastruktur

### Verkehrsanbindung
Nordassel liegt an der Landesstraße 494, die Nettlingen und die Bundesstraße 444 im Nordwesten mit Burgdorf im Osten verbindet.
Die nächstgelegenen Bahnhöfe befinden sich in Baddeckenstedt an der Bahnstrecke Hildesheim–Goslar und in Hoheneggelsen an der Bahnstrecke Hildesheim–Braunschweig.